# Homalattus pustulatus
Homalattus pustulatus is een spinnensoort in de taxonomische indeling van de springspinnen (Salticidae).
Het dier behoort tot het geslacht Homalattus. De wetenschappelijke naam van de soort werd voor het eerst geldig gepubliceerd in 1841 door White.